# Vũ Huy Tấn
Vũ Huy Tấn (chữ Hán: 武輝晉; 1749  - 1800), có tài liệu chép là Võ Huy Tấn, còn có tên là Liễn, hiệu Nhất Thủy, Đạm Trai (澹齋). Ông là nhà thơ, là viên quan trải hai triều đại: nhà Lê trung hưng và nhà Tây Sơn trong lịch sử Việt Nam.

## Tiểu sử
Vũ Huy Tấn sinh năm Kỷ Tỵ (1749) tại làng Mộ Trạch, huyện Đường An, trấn Hải Dương (nay thuộc tỉnh Hải Dương). Cha ông là Vũ Huy Đỉnh, Tiến sĩ cuối thời Lê mạt. Là người giỏi văn thơ lại có tài ứng đối.
Năm 1768, Vũ Huy Tấn đỗ đầu kỳ thi Hương, được bổ làm Thị nội Văn chức, dưới thời vua Lê Hiển Tông.
Năm 1775, Vũ Huy Tấn đỗ Phó bảng.
Khi nhà Hậu Lê sụp đổ, Vũ Huy Tấn về quê ẩn, rồi nhận lời mời của nhà Tây Sơn, ra giữ chức Hàn lâm đãi chế.
Năm Kỷ Dậu (1789), ông được cử sang giao thiệp với nhà Thanh (Trung Quốc). Do có công lao, ông được phong làm Thị lang bộ Công, tước bá.
Năm sau (1790), ông lại cùng với Ngô Văn Sở, Phan Huy Ích lãnh giao nhiệm vụ đưa phái đoàn của giả vương Phạm Công Trị sang nhà Thanh.
Trở về nước, ông được phong làm Thượng thư bộ Công, tước Hạo Trạch hầu.
Năm 1795, dưới triều Cảnh Thịnh, ông được đặc cách lên hàng Thượng trụ quốc, Thị trung đãi chiếu Thượng thư.
Năm Canh Thân (1800), Vũ Huy Tấn mất năm 51 tuổi, tức trước khi nhà Tây Sơn bị diệt vong (1802).
Ghi nhận sự nghiệp của Vũ Huy Tấn, ở quận Bình Thạnh, Thành phố Hồ Chí Minh có con đường mang tên ông.

## Tác phẩm
Theo sử liệu, khi đến Yên Kinh (tức Bắc Kinh) cùng giả vương Phạm Công Trị, ông đã phản đối quan lại nhà Thanh bởi họ gọi các quan trong sứ bộ Việt Nam là "di quan", tức quan mọi rợ (việc làm này được ông nói đến trong bài thơ "Biện di", có nghĩa Biện bác về chữ di), được người đời khen ngợi .
khi đi sứ nhà Thanh, một hôm ngồi trong công quán, ông thấy quan nhà Thanh ghi sổ những cống phẩm của nước ta có chép hai chữ "di quan" (quan mọi) để chỉ sứ bộ Đại Việt. Tuy trong lòng rất bất bình nhưng ông nghĩ, chẳng lẽ lại đi gây gổ với người ta. Là người giỏi văn thơ lại có tài ứng đối nên ông nghĩ ra một hình thức phản kháng vừa tao nhã, vừa thích hợp để bảo vệ quốc thể. Vũ Huy Tấn đã làm một bài thơ có tựa đề là "Biện di" (có nghĩa là Biện bác về chữ di). Bài thơ như sau:
Di bản tòng "cung" hựu đới "qua"
Ngô bang văn hiến tựa Trung Hoa
Thần kim khâm sứ An Nam quốc
Thử tự thư lai bất diệc ngoa.
Dịch thơ:
Di vốn là cung hợp với qua
Nước ta văn hiến giống Trung Hoa
Thần nay là sứ An Nam quốc
Viết bậy là di há chẳng ngoa?
Bài thơ đã dùng phép chiết tự của chữ "di" mà quan lại nhà Thanh dùng. Chữ "di" gồm chữ "cung" và chữ "qua" hợp lại. Câu thơ có nghĩa là: Các ông coi chúng tôi là man di, nhưng di ở đây là di có sức mạnh cung và mác, chứ không phải là mọi rợ đâu, làm cho Thiên triều phải nể phục.
Bài thơ tỏ ý phản đối thái độ xấc xược của quan lại nhà Thanh, vừa cương nghị, vừa khéo léo, sâu cay mà vẫn giữ được hòa khí. Nghe nói, viên quan nhà Thanh đọc bài thơ rất thán phục, sự việc truyền tới tai vua Thanh, lối gọi miệt thị đó đã bị bãi bỏ.
Trên đường đi sứ, Vũ Huy Tấn ghé thăm nơi ngày xưa tướng nhà Hán là Mã Viện dựng cột đồng phân chia ranh giới nước ta và Trung Hoa, ông đã cảm xúc làm bài thơ "Vọng đồng trụ cảm hoài" (Trông chỗ cột đồng, cảm xúc). Đây là bài thơ gây ấn tượng sâu sắc về tinh thần tự hào dân tộc, ý thức chủ quyền quốc gia.
"Sớm ra thành Minh Châu
Tìm thăm dấu đồng trụ,
Dân xứ trỏ đằng xa,
Xanh xanh hai đá ụ
Than ôi! Đồng trụ ấy,
Nền mốc cũ nước ta.
Thời Trưng Vương buổi trước,
Mã Viện vạch đôi ra,
Son phấn thật anh hùng,
Muôn thuở còn tấm tắc
Giận cắt đất dâng người
Đứa nhúng tay vào vạc.
Bờ cõi bị chìm đắm,
Khoảng vài trăm năm đây.
Khói mù luôn sớm tối,
Thương cảm cuộc xưa, nay"...
(Khương Hữu Dụng dịch)
Tác phẩm của Vũ Huy Tấn hiện chỉ còn một tập thơ bằng chữ Hán có tên là Hoa nguyên tùy bộ tập, gồm những bài sáng tác trong chuyến đi sứ năm Kỷ Dậu (1790). Đây là bản viết tay, không rõ năm chép, được lưu trữ trong Thư viện Viện Nghiên cứu Hán Nôm (Hà Nội) mang ký hiệu A. 375. Ngoài ra, các nhà nghiên cứu còn xác định 6 bài thơ xướng họa của ông với các sứ thần Joseon cũng trong chuyến đi sứ năm Kỷ Dậu (1790).
Nhìn chung, thơ ông thấm đượm một tinh thần dân tộc sâu sắc, một ý thức trách nhiệm cao, tuy có phảng phất chút hoài cảm quá khứ . Đặc biệt, trong tập thơ trên có bài văn tế "Tác Phụng soạn tôn tế bắc lai vong chư tướng văn" (Phụng soạn văn tế các tướng sĩ phương Bắc [chỉ quân đội nhà Thanh] sang xâm lược bị chết trận), không những thể hiện được niềm tự hào dân tộc về chiến công chống quân xâm lược, mà còn thể hiện được lòng nhân đạo của nhân dân Việt (những người chiến thắng) đối với những người thua trận bị bỏ mạng .

## Thơ Vũ Huy Tấn
Trong cuốn Văn học thế kỷ XVIII do PGS. Nguyễn Thạch Giang làm chủ biên, có giới thiệu 9 bài thơ và một bài phú. Ở đây, trích giới thiệu một bài:
| Vọng đồng trụ cảm hoài (Trông chỗ cột đồng, cảm xúc) Dịch nghĩa: Sáng sớm ra khỏi thành Minh Châu, Tìm hỏi dấu tích cột đồng. Người địa phương chỉ tay về phía xa, Nơi hai đống đá xanh xanh! Than ôi! Cột đồng kia! Là đất cũ của nước ta! Từ thời Trưng Vương buổi trước, Phục Ba đã vạch làm biên giới. | Bậc phấn son thật cũng anh hùng. Muôn đời tiếng tăm còn vang dội. Đáng thương tên gian phu nhúng tay vào vạc Cắt đất dâng đi chẳng đoái tiếc gì. Bờ cõi xưa vì thế luân lạc đi mất, Đến nay đã hàng mấy trăm năm. Khói mù cộng với thời gian, Cảm khái việc xưa nay biết dường nào! Bên này có núi Phân Mao,. Trời đã làm cho phần Bắc phần Nam bị chia tách. Chia đã lâu rồi cần hợp lại, Vết tích lạ này há lại bỏ không . |

## Sách tham khảo
- Nguyễn Thạch Giang (chủ biên), Văn học thế kỷ XVIII. Nhà xuất bản Khoa học Xã hội, Hà Nội, 2004.
- Nguyễn Lộc, mục từ "Vũ Huy Tấn" trong Từ điển văn học (bộ mới). Nhà xuất bản Thế giới, 2004.
- Nguyễn Q. Thắng-Nguyễn Bá Thế, Từ điển nhân vật lịch sử Việt Nam, mục từ "Vũ Huy Tấn (Võ Huy Tấn)". Nhà xuất bản Khoa học Xã hội, Hà Nội, 1992.